# Wasserfall
De Wasserfall Ferngelenkte Flakrakete, ook bekend als Aggregat 5, was een Duitse luchtafweerraket die tijdens de Tweede Wereldoorlog werd ontwikkeld bij het rakettechnologiecentrum te Peenemünde. De ontwerpen voor de Wasserfall werden na de Tweede Wereldoorlog gebruikt als basis voor zowel de Amerikaanse raket Hermes A-1 als het Russische onderzoeksprogramma onder de codenaam R-101.

## Ontstaan

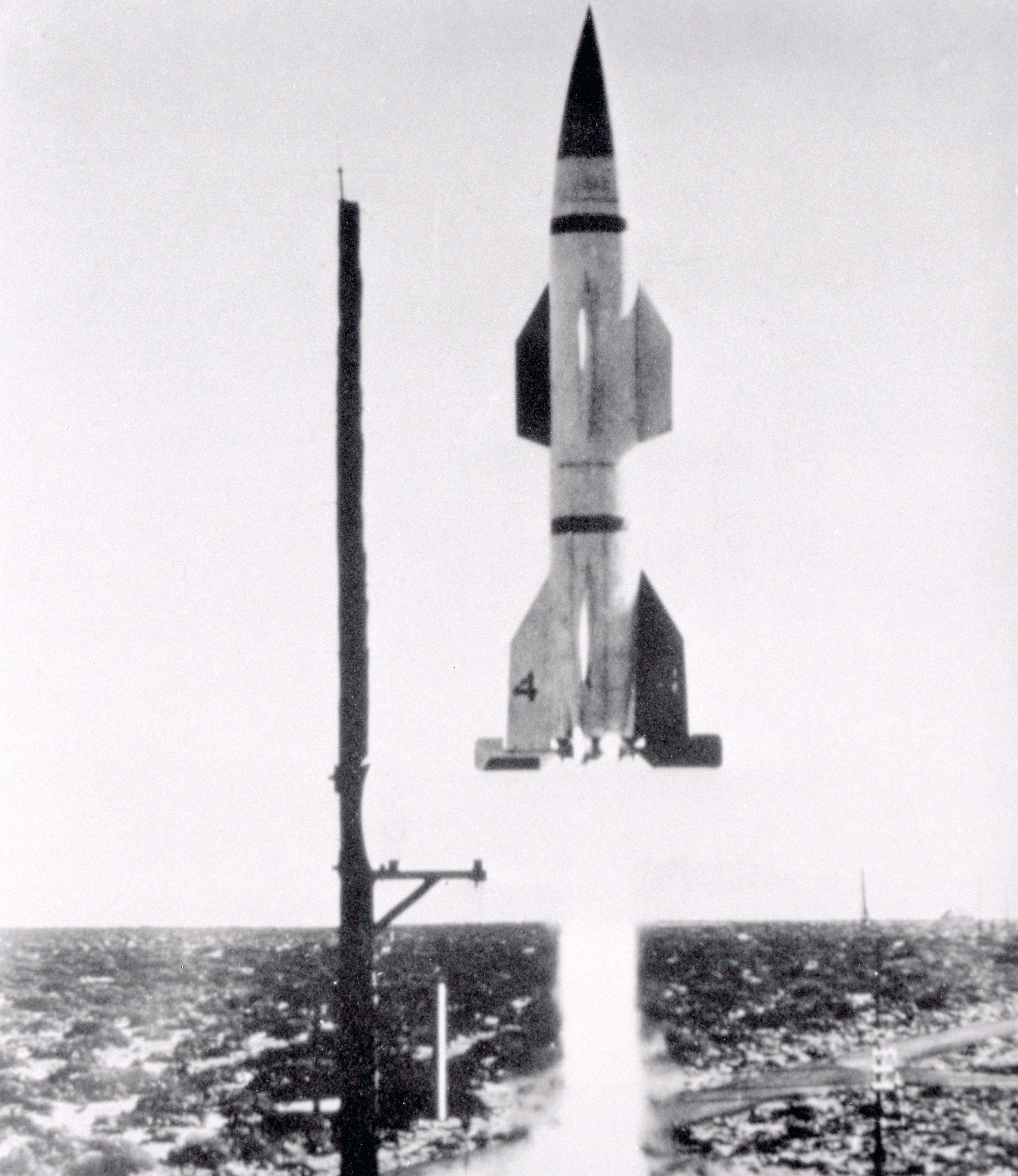
Amerikaanse Hermes A-1, gebaseerd op de Wasserfall.

De Wasserfall werd ontwikkeld tijdens een fase van de Tweede Wereldoorlog waarin Duitsland te maken had met wat wel de Kolbenmotorkrise werd genoemd. De prestaties van de toenmalige Duitse zuigermotoren konden niet voldoende worden opgevoerd om met Duitse jachtvliegtuigen een tegenwicht te bieden tegen de geallieerde toestellen, waardoor voor bescherming tegen vijandelijke vliegtuigen naar andere oplossingen werd gezocht. De ontwikkeling van de Wasserfall begon in 1941. De specificaties werden definitief vastgesteld op 2 november 1942, en in maart 1943 werden de eerste tests uitgevoerd. Op 8 maart 1944 vond de eerste succesvolle lancering plaats. Toen Peenemünde op 17 februari 1945 werd geëvacueerd waren 35 proeflanceringen uitgevoerd.
De Wasserfall was gebaseerd op de Aggregat 4, beter bekend als V-2, maar kreeg om twee redenen niet de naam V-3; er werd al gewerkt aan een meerkamerkanon onder de naam  V-3 en de Aggregat 5 was geen vergeldingswapen, maar een verdedigingsmiddel.
Omdat de Wasserfall was bedoeld voor gebruik tegen luchtdoelen moest hij wendbaarder zijn dan de V-2 raket. Hij was slechts een kwart van de hoogte van de V-2 en beschikte over een extra reeks vinnen, voor een beter manoeuvreervermogen.

## Het besturen
De besturing overdag geschiedde radiografisch met gebruik van een Manual command to line of sight (MCLOS)-systeem. Voor lanceringen 's nachts - waarbij raket en doel moeilijk zichtbaar zouden zijn - werd een ander systeem ontwikkeld waarbij de raket via radiosignalen naar zijn doelwit werd geleid. Een tweede ontwikkeling was het gebruik van een kruisvormige radarstraal die tijdens het richten op het doel werd geroteerd, waarbij de raket zichzelf op koers hield. De supersonische snelheid van de Wasserfall (tot Mach 2) betekende dat de nauwkeurigheid van het systeem hoog zou moeten zijn om de raket dicht bij zijn doel te brengen. Het originele ontwerp had een 100 kg explosieve kop maar wegens de problemen met de nauwkeurigheid werd deze vervangen door een veel grotere explosieve lading van (306 kg) gebaseerd op een vloeibaar explosief. Het idee was om met een grote ontploffing in het midden van een vloot vijandelijke bommenwerpers verscheidene vliegtuigen ineens neer te halen.

## Specifieke eigenschappen
- Type: luchtafweer
- Fabrikant: Flak- Versuchskommando Nord, EMW Peenemünde
- Kosten: 7.000-10.000 Reichsmark
- Bouwjaar: 1943
- Eerste vlucht: maart 1943
- Motor: vloeibarebrandstofmotor
- Stuwkracht: 37 kN
- Lengte: 7,85 m
- Diameter: 2,51 m
- Snelheid: 770 m/s (2772 km/h)
- Actieradius: 25 km
- Explosieve lading: eerste versie 100kg; tweede versie 306 kg
- Besturing: MCLOS